# Der Ring
Der Ring war eine Vereinigung führender Architekten des an die Internationale Moderne angelehnten Neuen Bauens in der Weimarer Republik. Sie wurde 1926 in Berlin gegründet. Vorangegangen war dem „Ring“ der 1924 gegründete Zehner-Ring, ein Bund von zehn modernen Architekten, der jedoch auf die Stadt Berlin begrenzt war. Der Ring bestand bis zu seiner Selbstauflösung 1933, erzwungen im Zuge der Gleichschaltung.

## Gründungsgeschichte
„Der Ring“ war ein Zusammenschluss junger Architekten, der sich zum Ziel setzte, das Neue Bauen zu fördern. Er bezog damit Position gegen die damals von Teilen der Architekten als überkommen erachtete Formensprache des Historismus. Neben einem gestalterischen Neubeginn suchten die Mitglieder des Rings auch nach neuen Bautechniken. Im Unterschied zu anderen Vereinigungen dieser Zeit oder den vorangegangenen Gründungen Gläserne Kette und Arbeitsrat für Kunst gab es jedoch kein ausformuliertes Programm, das einen ideologischen Hintergrund lieferte. Die Mitglieder vertraten mitunter sehr unterschiedliche Haltungen bei der Lösung der ihnen gestellten Aufgaben. Hugo Häring (1882–1958) und Hans Scharoun (1893–1972) propagierten einen eher organischen Funktionalismus, während Ludwig Mies van der Rohe (1886–1969) und Walter Gropius (1883–1969) sich stärker für die Möglichkeiten des industriellen Bauens interessierten.
Deutlich werden die unterschiedlichen Auffassungen auch bei den Großsiedlungen dieser Zeit, an denen Mitglieder des Rings mitwirkten. Beim Bau der Großsiedlung Siemensstadt in Berlin (1929–1931) waren gleich sechs Mitglieder (Bartning, Forbat, Gropius, Häring, Henning und Scharoun) beteiligt. Einige Mitglieder wurden später führend im Deutschen Werkbund. Zehn der Mitglieder nahmen mit ihren Bauten an der Werkbundausstellung „Die Wohnung“ in Stuttgart-Weißenhof teil, die durch Mies, seit 1926 zweiter Vorsitzender des Werkbunds, organisiert wurde.
Die treibende Kraft hinter der Gründung waren Hugo Häring und Ludwig Mies van der Rohe, die sich zu dieser Zeit ein Büro in Berlin teilten. Sie waren beide bereits Mitglieder des Zehner-Rings, der mit ähnlichen Zielen zwei Jahre zuvor gegründet worden war. Da dieser nach Einschätzung der Gebrüder Luckhardt keine „nennenswerten Resultate erzielen“ konnte, beschlossen die Mitglieder des Zehner-Rings, den Kreis räumlich und personell auszuweiten. Dazu sprachen sie in einem Rundbrief im April 1926 mehrere Architekten in Deutschland und Österreich an und luden sie kurz darauf zu einer konstituierenden Sitzung nach Berlin ein. Die Mitglieder der bereits 1918 gegründeten Novembergruppe, einer Vereinigung von Malern, Bildhauern und Architekten, die die Impulse der Novemberrevolution für den Bereich der Kunst umsetzen wollte, wurden zusätzlich angefragt.
Am 29. Mai 1926 trafen sich 16 Architekten im Büro von Mies, gaben sich ein Programm und wählten Hugo Häring zu ihrem Sekretär. Die Zeitschrift „Die Form“ schrieb in Heft Nr. 10 von 1926 dazu:

„Inzwischen haben die deutschen Architekten, die in ihrer Arbeit den neuentdeckten Gesetzen des Gestaltens folgen, ihren Zusammenschluß vollzogen. ‚Der Ring‘ – Figur einer in sich geschlossenen Form ohne Spitze – vereinigt eine Gruppe Gleichgesinnter zu gemeinsamer Förderung ihrer idealen Ziele.“

## Arbeit und Wirken
In der konstituierenden Sitzung legte man die Form der Vereinigung fest:

„Kein Verein. Kein Vorstand. Logencharakter, mit allen damit gegebenen Verpflichtungen der Mitglieder untereinander und nach außen.“ Die Ziele waren: „Stellungnahme zu den Bauproblemen der Gegenwart.“ „Stellungnahme zur staatlichen und behördlichen Bau-Politik und Bauwirtschaft.“ „Archivierung … und Austausch der technischen Erfahrung…“ „Ausstellungen. Publikationen…“ in der Tagespresse und in Fachzeitschriften. Zur Förderung des Wettbewerbswesens beschloss man die „Einsetzung eines Ausschusses zur Aufstellung bindender Richtlinien für Beteiligung und Preisrichteramt.“

Für die Publikation sollte Material der Mitglieder gesammelt werden. Dasselbe galt für die veröffentlichten Texte. Die Mitglieder sollten für Vorträge Material aus einem gemeinsam angelegten Dia-Archiv nutzen. In der Bauwelt veröffentlichten die Mitglieder des Rings regelmäßig eine Beilage.
Mit dem Aufkommen des Nationalsozialismus und den zunehmenden Differenzen zwischen Hugo Häring und den anderen Mitgliedern löste sich „Der Ring“ 1933 auf. Einige der Mitglieder hatten ihm bereits vorher den Rücken gekehrt.
Als Gegenorganisation zum an der internationalen Moderne ausgerichteten Ring gründete sich 1928 die Architekten-Vereinigung Der Block, die eine konservativere und regional verwurzelte Variante der architektonischen Moderne propagierte.

## Mitglieder
- Walter Behrendt, Berlin
- Richard Döcker, Stuttgart
- Fred Forbat, Berlin
- Walter Gropius, Dessau
- Otto Haesler, Celle
- Paul Rudolf Henning, Berlin
- Eugen Kaufmann, Frankfurt am Main
- Ludwig Hilberseimer, Berlin
- Arthur Korn, Berlin
- Carl Krayl, Magdeburg
- Johann Wilhelm Lehr, Wiesbaden
- Iwan Leonidow, Moskau
- Hans Luckhardt, Berlin
- Wassili Luckhardt, Berlin
- Ernst May, Frankfurt am Main
- Adolf Meyer, Frankfurt am Main
- Bernhard Pankok, Stuttgart
- Adolf Rading, Breslau
- Hans Soeder, Kassel
- Hans Scharoun, Berlin
- Karl Schneider, Hamburg
- Heinrich Tessenow, Berlin
- Martin Wagner, Berlin

Bereits vorher im Berliner Zehner-Ring zusammengeschlossen waren:
- Otto Bartning
- Peter Behrens
- Hugo Häring
- Erich Mendelsohn
- Ludwig Mies van der Rohe
- Hans Poelzig
- Walter Schilbach
- Bruno Taut
- Max Taut